# Art serindien

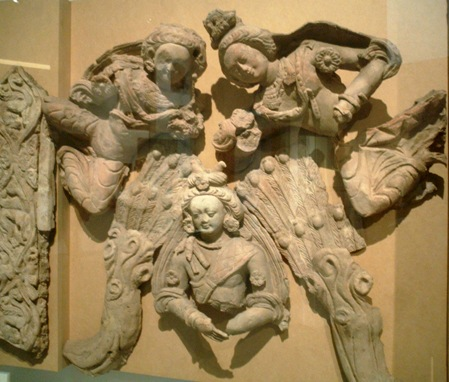
« Gestes héroïques de Bodhisattva »,, terre cuite, Tumushuke (actuelle Xinjiang).

L’art serindien ou art sérindien est une évolution de l'art gréco-bouddhique de Gandhara, qui s'est développé du IIe au XIe siècle en Serinde (ou Sérinde), une partie de l'Empire kouchan sous le règne de Kanishka, correspondant environ à la moitié Nord-Ouest de l'actuelle province de Xinjiang au Nord-Ouest de la Chine, avec l'apport d'influences chinoises et persanes.
Cet art est lié à l'Empire kouchan, empire créé par le peuple des Yuezhi dans le bassin du Tarim, une région alors habitée par les Tokhariens (peuple de culture indo-européenne). Les Yuezhi sont venus dans cette région entre le IIe siècle av. J.-C. et le Ier siècle apr. J.-C., depuis les environs de l'actuelle province du Gansu, fuyant les Xiongnu, que certains historiens assimilent aux Huns.
On a notamment retrouvé des œuvres d'art serindien, dans les grottes de Kizil, près de Kucha, des peintures dans les grottes de Mogao, près de Dunhuang.

## Galerie

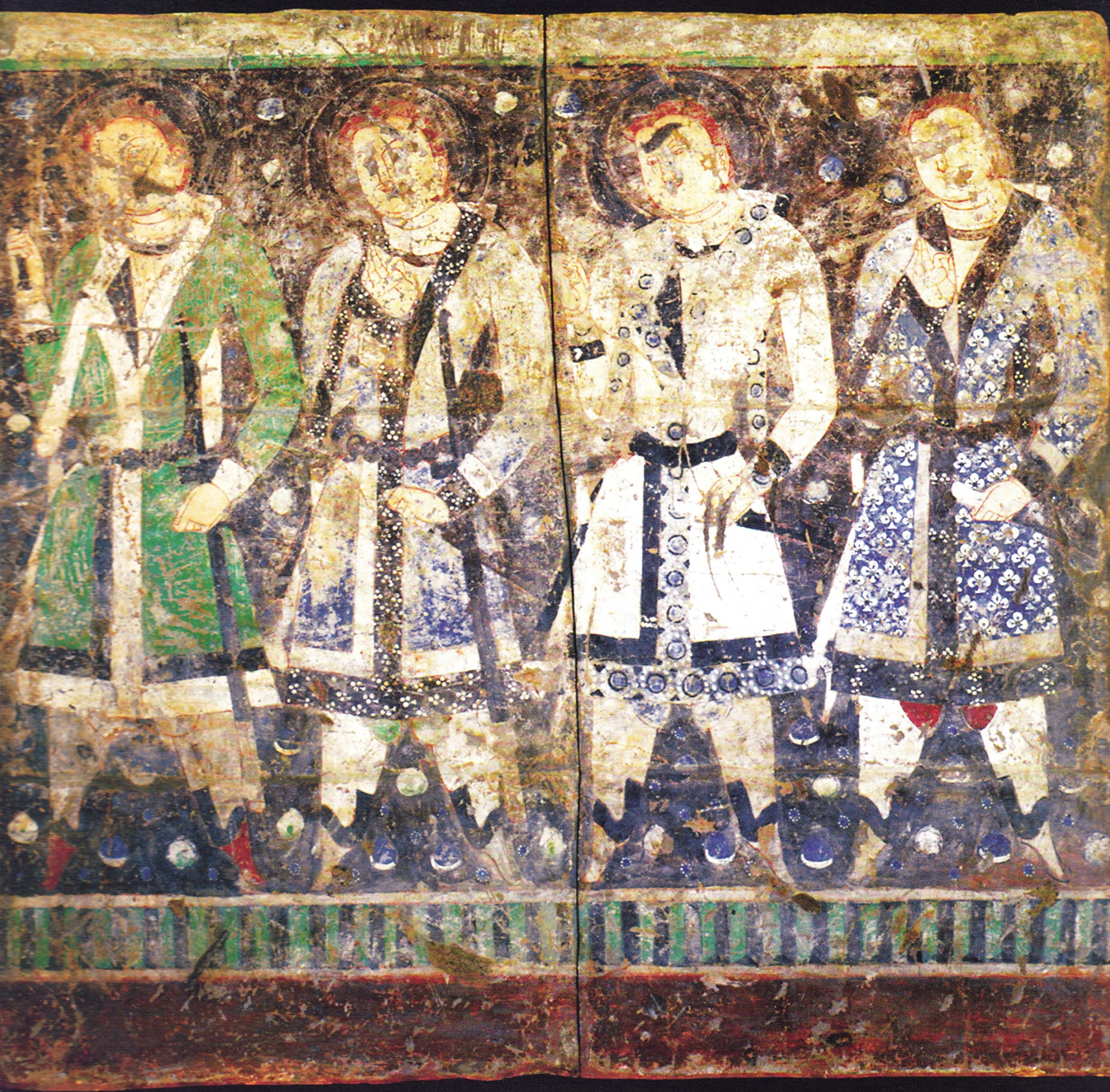
Grottes de Kizil, 432 ~ 538
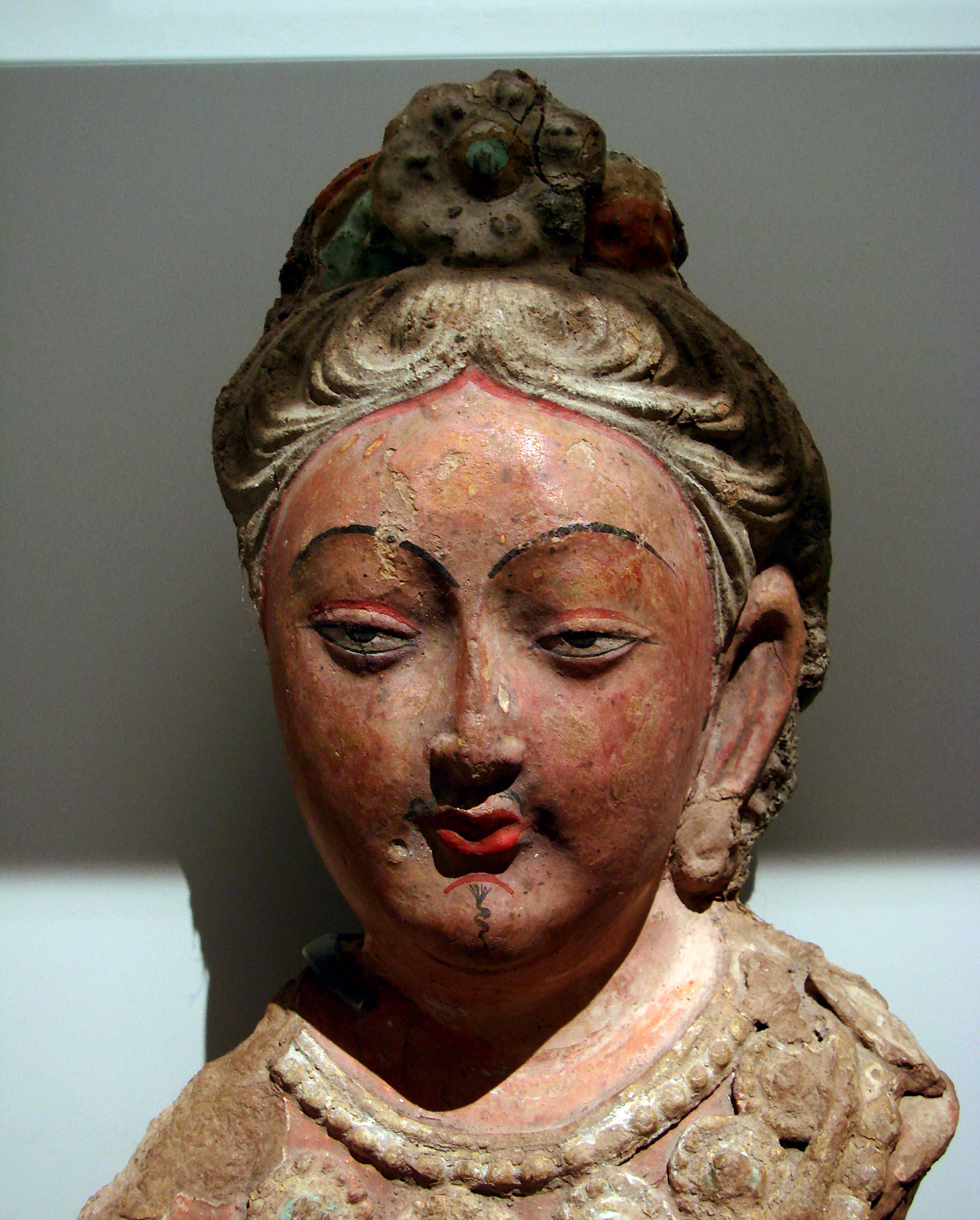
Bodhisattva polychrome (Kucha)
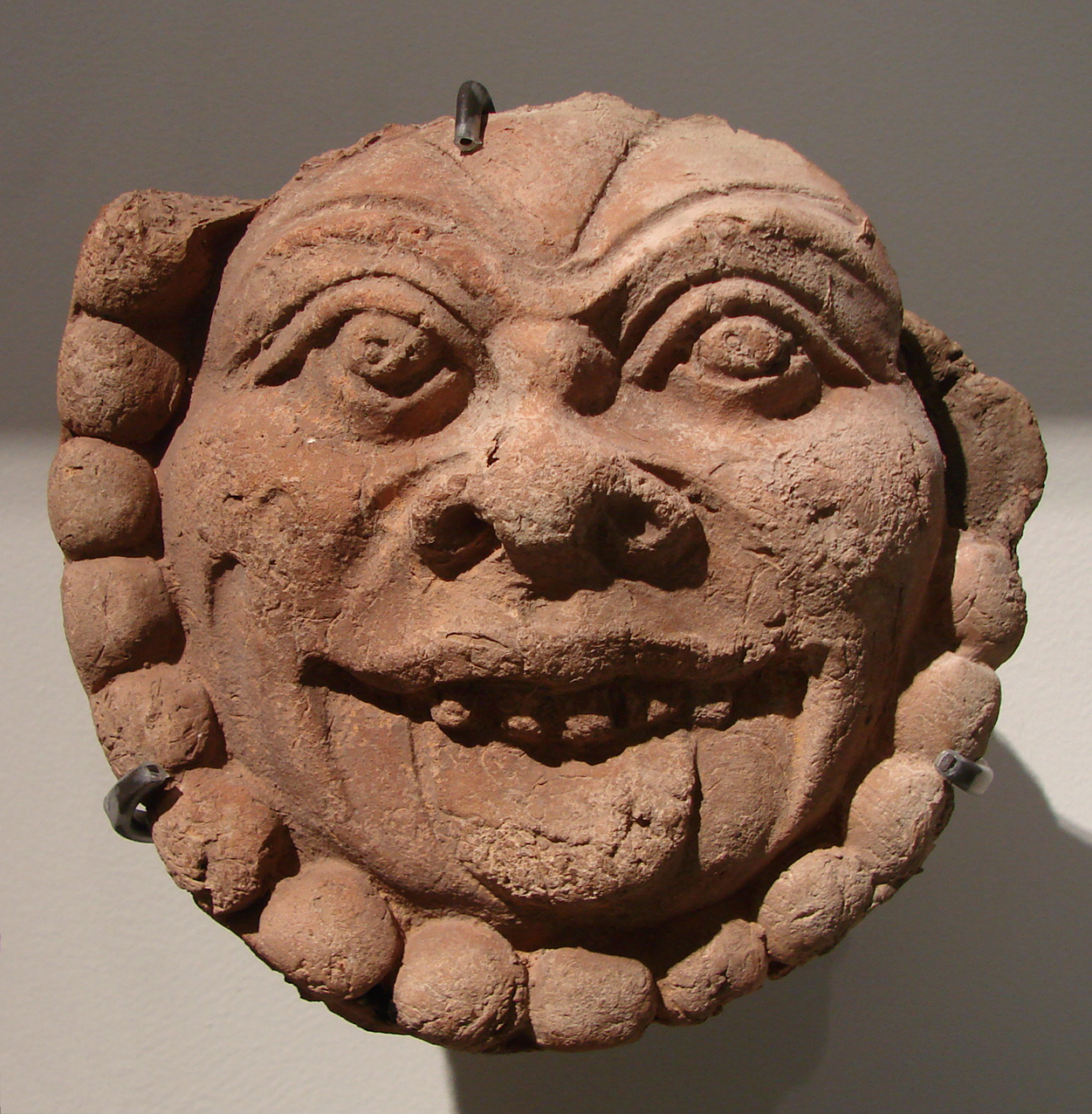
Mascaron (Kucha)
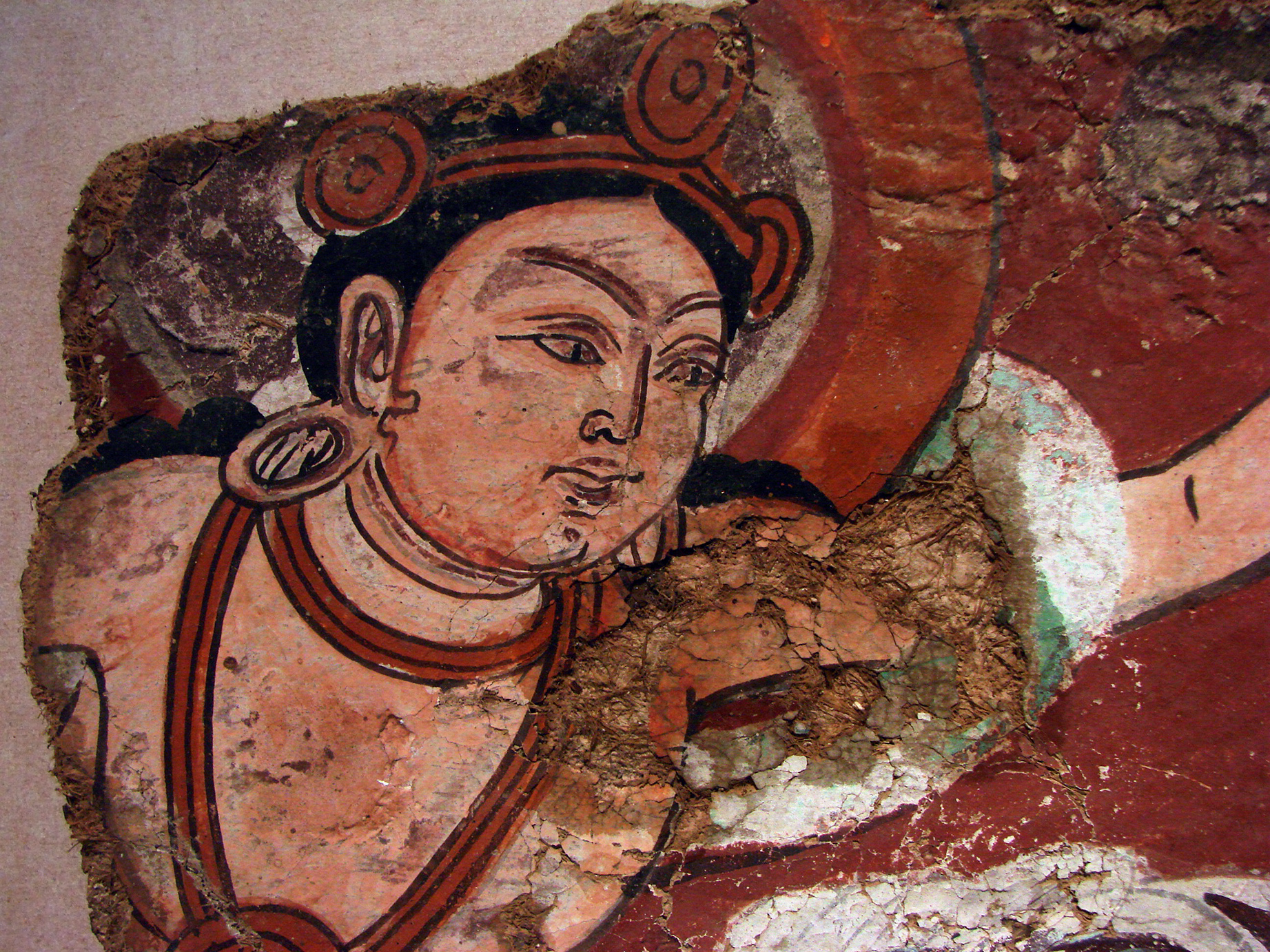
Peinture murale (Kucha)